# Arcfox Alpha-T
El ArcFox α-T (Alpha-T) es un SUV crossover totalmente eléctrico de tamaño medio con capacidad para cinco pasajeros, fabricado por BAIC bajo la marca Arcfox. El α-T es el primer vehículo de producción de la marca Arcfox. Arcfox es una marca de vehículos eléctricos perteneciente a BJEV, una división de BAIC

## Historia

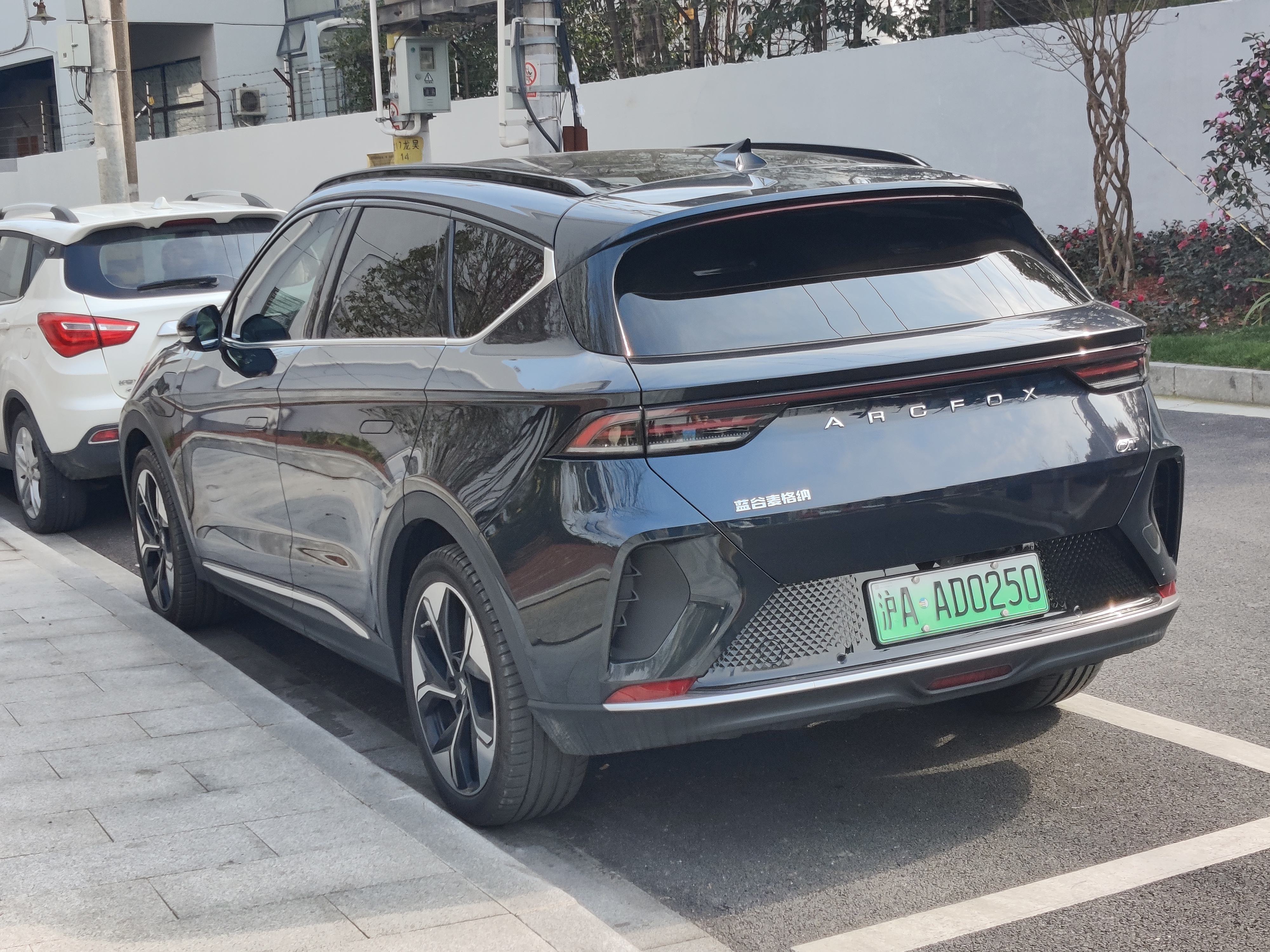
Parte trasera del Arcfox α-T.

El ArcFox α-T fue presentado por BAIC BJEV en el Salón del Automóvil de Ginebra 2019 como el concepto ArcFox ECF. Los precios del α-T comienzan en 280,000 yuanes (39,564 dólares) en China, y las primeras entregas a clientes comenzaron en agosto de 2020. El α-T es fabricado por Magna y BJEV en una planta ubicada en Zhenjiang, en la provincia de Jiangsu. La planta, anteriormente propiedad de BAIC, tiene una capacidad de producción de 180,000 vehículos por año.

## Especificaciones
El α-T está propulsado por un par de motores eléctricos que pueden producir 218 HP (162,6 kW; 221 CV) y 265 lb·pie (359,3 N·m) de torque cada uno, o 436 HP (325,1 kW; 442 CV) y 530 lb·pie (718,6 N·m) en conjunto. Los motores son alimentados por una batería de 93.6 kWh suministrada por SK Innovation en Corea del Sur. Este SUV crossover es capaz de alcanzar una autonomía de 653 km (406 mi) según el ciclo NEDC.[cita requerida]
El ArcFox α-T viene de serie con conducción autónoma de Nivel 2 y está equipado con sistemas compatibles con 5G, necesarios para eventualmente soportar actualizaciones de software para conducción autónoma de Nivel 3.

## Competidores
El ArcFox α-T tiene múltiples rivales en el mercado chino de SUV eléctricos. Compite contra el Roewe Marvel X, el Aion LX, el XPeng G6, el Nio ES6 y el Tesla Model Y.[cita requerida]